# Hippodrome de Dresde-Seidnitz

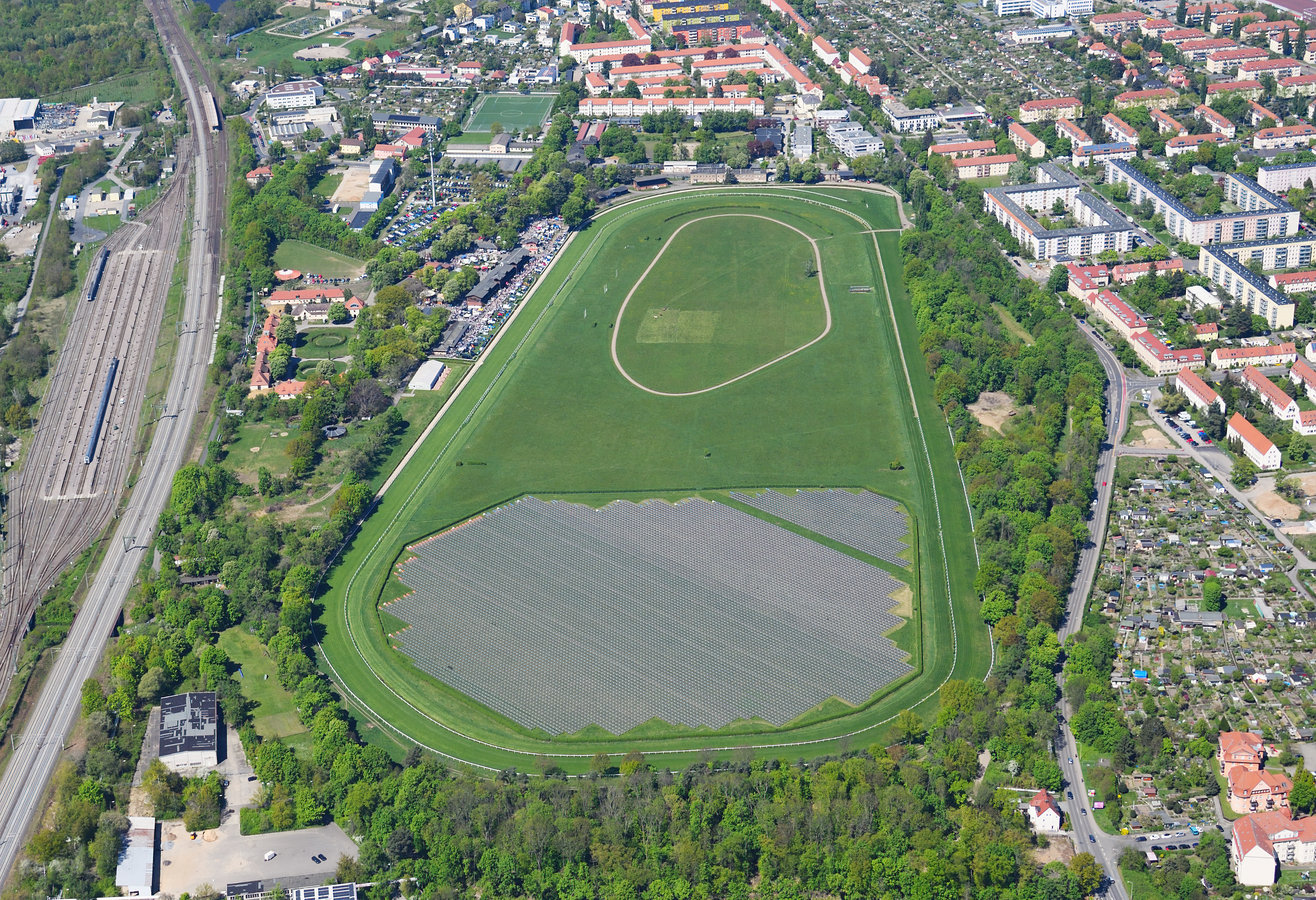
Vue aérienne

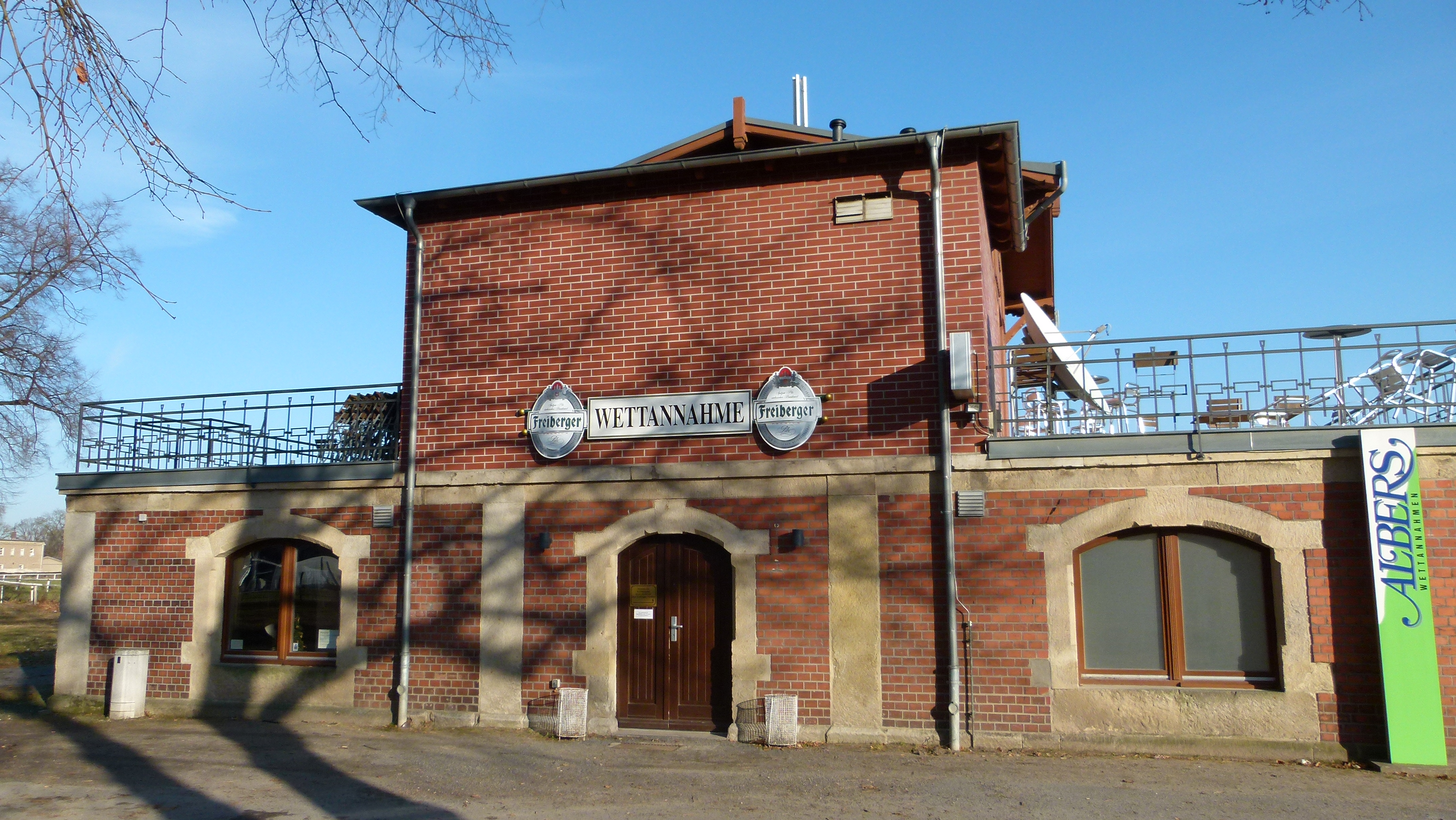
Boutique de paris

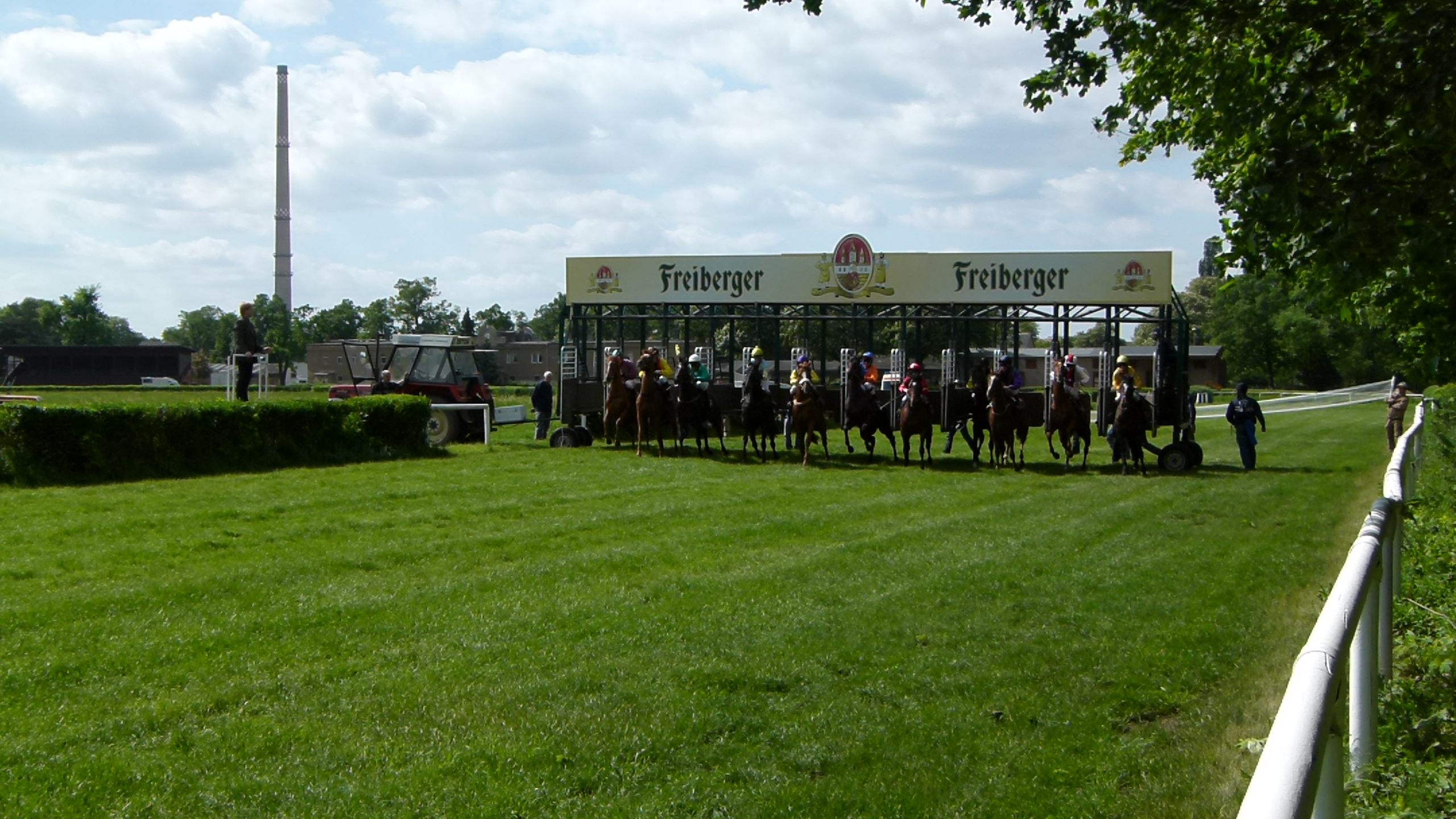
Course

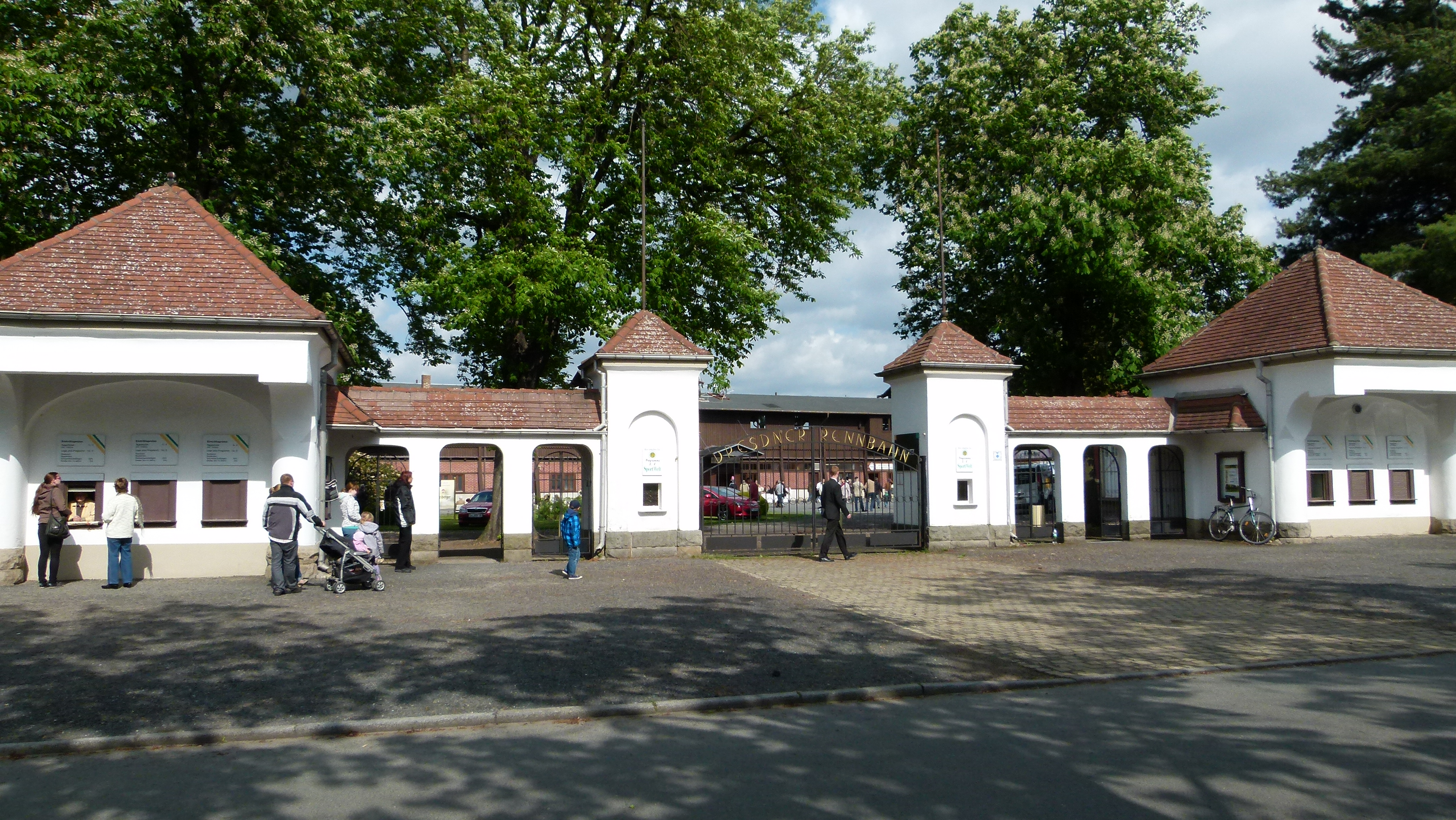
Entrée principale Oskar-Röder-Straße

L'hippodrome Dresde-Seidnitz est un hippodrome classé monument historique situé dans le quartier Seidnitz à Dresde. Ouvert le jour de l'Ascension en 1891, c'était le deuxième hippodrome de ce type dans le royaume de Saxe après l'hippodrome de Scheibenholz à Leipzig. Il est au cœur d'une zone de 43 hectares ressemblant à un parc, qui constitue également la plus grande installation sportive de la ville.

## Histoire
Il y avait des courses de chevaux à Dresde dès le XVIIIe siècle dans le cadre des fêtes de cour. Lord Henry Watkin Williams Wynn (1783-1856), ambassadeur britannique en Saxe depuis 1803, a organisé en 1805 la première course avec le prince Biron de Courlande. Plus tard, ce sont des officiers de l'armée saxonne qui ont fait campagne pour la promotion du sport équestre.
Le premier lieutenant prussien Walter von Treskow (1855-1923), fils du chevalier propriétaire Hermann von Treskow, s'installe à Dresde au début des années 1880, vit des revenus des domaines de son père et est un privatier (de) depuis son mariage (1884) avec une riche héritière.  Il consacre ses nombreux loisirs aux sports équestres et trouve ainsi un terrain attrayant au sud-est de la ville résidentielle de Dresde, près du village de Seidnitz. En décembre 1890, l'association "Dresdner Reiterheim" est fondée et il en devient le premier président. L'association loue le terrain à huit agriculteurs et fait construire le champ de courses. Deux ans plus tard, lorsque l'association a pu acquérir la surface de 33 hectares de l'époque, elle est rebaptisée Association des courses de Dresde. 
L'hippodrome a été ouvert le 7 mai 1891 avec six courses hippiques ; la course inaugurale de plat fut remportée par la jument métisse de l'industriel Hugo von Hoesch, qui dirigea le club de 1907 à 1916. La première course de trot a eu lieu un an plus tard, le 12 juin 1892. Au cours des années suivantes, la zone a été agrandie, y compris un bar club et un centre de pratique. Après que des expositions de chevaux eurent lieu chaque année à Dresde depuis 1875, peu de temps après la construction de l'abattoir dans la banlieue de Leipzig, l'une d'elles eut lieu pour la première fois à Seidnitz en 1894.
Après le tournant du siècle (et l'incorporation de Seidnitz à Dresde en 1902), l'hippodrome est devenu l'une des meilleures adresses des courses hippiques allemandes. L'extension de la Wiener Straße  venant de la gare centrale au bout du Grand Jardin de Dresde de ce côté jusqu'à l'hippodrome, qui était prévue vers 1910, n'a pas été réalisée.
Même pendant la Seconde Guerre mondiale, lorsque les chevaux jouaient un rôle important dans la Wehrmacht, des courses hippiques avaient lieu sur l'hippodrome, jusqu'en décembre 1944. Le chemin de fer a survécu à la guerre en grande partie indemne, cependant le bureau avec les archives du club sur Prager Straße, a été perdu à la suite des raids aériens sur Dresde. Comme il n'était plus utilisé comme aérodrome de l'armée de l'air, des courses hippiques pouvaient déjà être organisées à nouveau en octobre 1945,.
Après la réunification allemande, le 17 avril 1990, la ville de Dresde a acquis la propriété de la Treuhandanstalt en 1993. Dans les années 2000/2001 le pavillon du club a été rénové et en novembre 2003, à l'occasion du 80e anniversaire de la mort du premier président du club, renommé pavillon Walter von Treskow. En 2010, une centrale électrique solaire a été installée sur un champ de six hectares dans la partie sud-est du champ intérieur, qui est également le premier système solaire sur un hippodrome en Allemagne .

## Voir également
- Liste des hippodromes